# Paul Landsmann
Paul Landsmann (* 18. Juni 1928 in Oberstein; † 24. Juni 2002 in Idar-Oberstein) war ein deutscher Verwaltungsbeamter (zuletzt Regierungsdirektor) und Politiker (CDU). Ab 1967 war er Mitglied des Landtags von Rheinlein-Pfalz.

## Leben
Landsmann, geboren in Oberstein (seit 1933 Stadtteil von Idar-Oberstein) an der Nahe, besuchte die Volksschule Oberstein und das Gymnasium Idar-Oberstein. Dazwischen leistete er Kriegsdienst als Luftwaffenhelfer. 1948 legte er sein Abitur ab und studierte anschließend Rechts- und Staatswissenschaften in Mainz. Nach der Ersten und Zweiten Staatsprüfung studierte er an der Hochschule für Verwaltungswissenschaften in Speyer und trat 1958 in den höheren Verwaltungsdienst bei den Landratsämtern Montabaur und Bad Kreuznach und im Bundesministerium des Innern ein. Zuletzt war er Regierungsdirektor.
Er war katholisch, verheiratet und Vater von vier Kindern.

## Politik
Landsmann war 1951 bis 1959 Kreisvorsitzender der JU Birkenfeld und 1952 bis 1960 Mitglied des Bezirksvorstands der JU Koblenz. 1954 bis 1975 war er Vorsitzender des CDU-Stadtverbands Idar-Oberstein, ab 1961 Vorsitzender des CDU-Kreisverbands Birkenfeld und ab 1968 Mitglied des CDU-Bezirksvorstands Koblenz-Montabaur.
Kommunalpolitisch war er als Stadtverordneter 1956 bis 1960 und 1964 bis 1971 Fraktionsvorsitzender im Stadtrat Idar-Oberstein. 1971 bis 1974 war er ehrenamtlicher Bürgermeister und 1974 bis 1979 Beigeordneter der Stadt Idar-Oberstein.
Vom 18. Mai 1967 bis zum 29. April 1971 und vom 18. Mai 1971 bis zum 2. Juni 1987 war er Mitglied des Landtags Rheinland-Pfalz. Dort war er unter anderem Mitglied im Innenausschuss und im Rechtsausschuss.

## Auszeichnungen (Auswahl)
- Bundesverdienstkreuz Erster Klasse (1983)
- Freiherr-vom-Stein-Plakette (Rheinland-Pfalz)